# Eurydome (måne)
Eurydome er en af planeten Jupiters måner: Den blev opdaget 9. december 2001 af en gruppe astronomer fra Hawaiis Universitet, under ledelse af Scott S. Sheppard. Lige efter opdagelsen fik den den midlertidige betegnelse S/2001 J 4, men siden har den Internationale Astronomiske Union besluttet at opkalde den efter Eurydome fra den græske mytologi.
Eurydome tilhører den såkaldte Pasiphae-gruppe, som omfatter de 13 yderste Jupiter-måner. Gruppen er opkaldt efter månen Pasiphae.
| Naturvidenskab | Spire Denne naturvidenskabsartikel er en spire som bør udbygges. Du er velkommen til at hjælpe Wikipedia ved at udvide den. |